# Riccardo Augusto Marchetti
Riccardo Augusto Marchetti (Umbertide, 8 maggio 1987) è un politico italiano. Deputato della Lega per Salvini Premier.

## Biografia
Laureato in Scienze per l’investigazione e la sicurezza presso l'Università di Perugia, si iscrive giovanissimo alla Lega Nord Umbria. È stato coordinatore nazionale Umbria del Movimento Giovani Padani. Nel 2016 viene eletto Consigliere Comunale della Lega a Città di Castello con 565 preferenze personali, risultando il candidato più votato di tutto il Centrodestra e il quarto assoluto fra tutti i candidati delle liste politiche che appoggiavano i cinque candidati sindaco. Fino al 2018 è Capogruppo della Lega Nord nel Consiglio Comunale di Città di Castello. Sempre durante la medesima consiliatura viene nominato dalle minoranze Presidente della Commissione Controllo e Garanzia. 

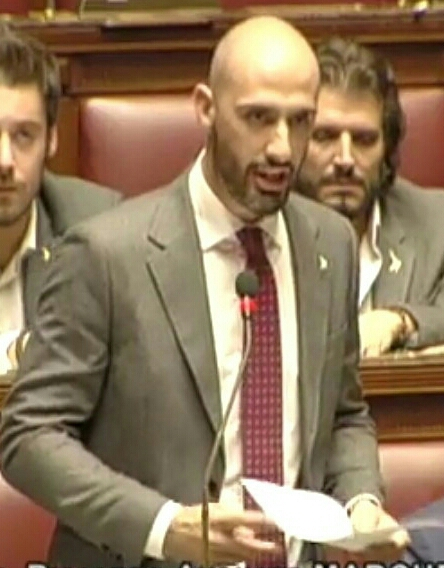
Marchetti durante un intervento alla Camera.

In questi anni ha svolto una considerevole attività politica a promozione della Lega, nei territori dell’Alta Valle del Tevere e di tutta l'Umbria. Ha rivestito la carica di Commissario politico della Lega nelle città di Foligno e Perugia. Come responsabile regionale del settore giovanile ha coordinato le elezioni universitarie, dove nel 2015 la Lega si presenta per la prima volta nella storia dell'Università degli studi di Perugia per l'elezione del consiglio degli studenti e dei vari organi. Nel 2016 fonda il Movimento Umbro dei giovani Leghisti Identità Umbra e per acclamazione dei militanti viene nominato coordinatore nazionale. Professionalmente, dopo aver svolto il ruolo di liquidatore assicurativo ramo RCA, diventa amministratore unico della società Immobiliare Ediltiber Srl.
Il 3 Maggio 2022 diventa padre della sua prima figlia Sveva Sofia Marchetti.

### Prima elezione a deputato
Candidato alle elezioni politiche del 2018 alla Camera dei Deputati nel collegio uninominale di Foligno, in quota Lega all'interno della coalizione di centro-destra, ottiene il 37,4% dei voti battendo i due principali avversari, cioè il medico Gino di Manici Proietti del Movimento 5 Stelle (28,6%) e il sottosegretario uscente agli interni Gianpiero Bocci del PD, candidato del centro-sinistra al 26,9%.
Il 21 giugno 2018 viene eletto Vice Presidente della Commissione Giustizia della Camera dei Deputati.

### Nomina commissario regionale Lega Marche e rielezione alla Camera
Il 15 maggio 2020, dopo essere stato protagonista della vittoria in Umbria della Lega con la candidata Donatella Tesei, viene nominato commissario regionale della Lega Marche dal segretario federale Matteo Salvini.
Alle elezioni regionali del 20 e 21 settembre 2020 porta la Lega al 22.38%, miglior risultato Lega di quella tornata elettorale a livello nazionale, e contribuisce così in maniera determinante all’elezione di Francesco Acquaroli a Governatore della Regione Marche. 
Sempre nel settembre 2020 ottiene un altro storico successo alle elezioni amministrative di Macerata, dove propone al Centrodestra il candidato sindaco Sandro Parcaroli che vince al primo turno con il 52,8% dei consensi, di cui il 19,5% portati proprio dalla Lega.
Nel 2021 scommette ancora su Sandro Parcaroli, che a dicembre viene eletto anche Presidente della Provincia di Macerata.
Alle elezioni politiche anticipate del 2022 viene candidato alla Camera dei Deputati come capolista nel collegio plurinominale delle Marche risultando rieletto e ottenendo il miglior risultato della Lega nel centro Italia, superando Emilia Romagna, Toscana, Umbria e Lazio 01.https://elezioni.interno.gov.it/camera/scrutini/20220925/scrutiniCI

### Elezione a Segretario della Lega Umbria Per Salvini Premier
Durante il Congresso della Lega Umbria per Salvini Premier svoltosi a Perugia il 30 settembre 2023 alla presenza del Segretario Federale Matteo Salvini, è stato eletto per acclamazione Segretario Regionale. <https://www.ansa.it/umbria/notizie/2023/09/30/lega-marchetti-eletto-segretario-regionale-in-umbria_b8223db2-6aad-4c8e-9e4f-9a742eebe7c5.html/>

### Elezione a Vicepresidente della Commissione parlamentale d'inchiesta su Orlandi e Gregori
Il 14 marzo 2024 viene nominato Vice Presidente della Commissione parlamentare d'inchiesta sulla scomparsa di Emanuela Orlandi e Mirella Gregori.